# Pavel Koutský
Pavel Koutský (* 6. prosince 1957 Praha) je český filmař, autor animovaných filmů.

## Život
Po ukončení gymnázia studoval v letech 1977 – 1983 na Vysoké škole uměleckoprůmyslové v Praze obor filmová a televizní grafika u prof. Miloslava Jágra. Školu zakončil kresleným filmem „Navštivte Prahu“.
Koutský se věnuje převážně kreslenému animovanému filmu. Je čelným představitelem takzvané ‘‘totální animace‘‘, která se vyznačuje tím, že každý jednotlivý filmový záběr je nakreslen zvlášť. Výsledkem je pak velmi dynamický a expresivní styl animovaného filmu. Je autorem dlouhé řady autorských filmů, televizních blackoutů, znělek a reklam. Pavel Koutský byl mimo jiné také dvorním výtvarníkem prvních pěti ročníků mezinárodního festivalu animovaných filmů AniFest. Mezi jeho nejslavnější filmy patří ‘‘Curriculum vitae‘‘, za které dostal v roce 1987 Zlatého medvěda na berlínském festivalu Berlinale nebo film z roku 1999 ‘‘Media‘‘, za který dostal stříbrného medvěda a cenu FIPRESCI na festivalu ve francouzském Annecy.
V roce 2013 dokončil svůj první celovečerní snímek s názvem ‘‘Husiti‘‘.
Od roku 1993 učí animaci na pražské na Katedře animované tvorby pražské FAMU. Je ženatý, má jedno dítě.

## Filmografie animovaných filmů
- Houslový koncert – 1981
- Trojfórum – 1981
- Navštivte Prahu – 1983: 1984 – 1. cena-Golden Plaque, International Film Festival Chicago, USA; 3. cena, International Animation Festival Stuttgart, Německo

1985 – The prize for the best graduated film, International Festival Tours, Francie
- Katastrofy – 1984
- Dilema – 1984: 1985 – 2. cena, International Animation Festival Varna, Bulharsko

Laterna Musica (se Zuzanou Vorlíčkovou) – 1985: 1987 – Diploma and Prize of City Besancon, Int. Fest. Of Music Films, Francie
- Curriculum vitae – 1986: 1987 – Zlatý medvěd, Berlin Film Festival, Německo; 2. cena, Moscow Film Festival, Rusko; 1. cena a Cena diváků, Int. Festival of Short Films Huesca, Španělsko; 1. cena a Cena kritiků, Animafilm Espinho, Portugalsko; Prize for the best Animation, Tampere, Finsko; 1988 – 2. cena-Silver Plaque, International Film Festival Chicago, USA; 1989 – 2. cena, Animation Celebration Los Angeles, USA
- Láska na první pohled – 1986: 1988 – 1. cena-Golden Dancer for the best Film, Inter. Festival of Short Films Huesca, Španělsko; Stříbrný medvěd, Berlin Film Festival, Německo
- Od kroku k pokroku (s Břetislavem Pojarem) – 1987: 1988 – 1. cena, International Festival of Education Teherán, Írán; 2. cena, International Children Festival Chicago, USA; 1. cena, Animafilm Espinho, Portugalsko, 1989 – Silver Seagull, International Film Festival Costa do Estoril
- Co oko neuvidí – 1987: 1988 – 2. cena, International Animation Festival Shanghai, Čína
- Portrét – 1988: 1990 – 2. cena, International Festival of Shorts Films Huesca, Španělsko

1991 – Ecumenical Jury's special honourable mention, Leipzig, Německo, 1992 – Jury's prize, Bombay, Indie
- Posledních 100 let marxismu-leninismu – 1990
- Ať žije myš – 1993: 1993 – Stříbrný medvěd, Berlin Film Festival, Německo
- Halali (televizní seriál) – 1993-95 /13 dílů
- No comment (TV black-outs) – 1994-95 / 95 dílů
- Má vlast – 1996
- Vivat Evropa – 1996: 1996 – 2. cena, Central European Initiative Festival Budapest, Maďarsko
- Svět 2000 – 1996
- Koktejl – 1996
- Kavárna – 1997: 1997 – Kristián, cena českých filmových kritiků
- Media – 1999: 2000 – Cena FIPRESCI, Annecy, France; Stříbrný medvěd, Berlin Film Festival, Německo; Techfilm, prize in category, Pardubice; 2001 – Animation film prize Barcelona, Španělsko; Jury's prize, Freiburg, Německo; Silver Elephant for best non-fiction film, Hydebarad, Indie; Golden Trophy, Lisboa, Portugalsko
- Pygmalion – 2001
- Čtyři lásky – 2003
- No comment (TV black-outs) – 2003/ 23 dílů
- Do pohádky(televizní seriál) – 2003-5 / 26 dílů
- Dr. Animo (televizní seriál) – 2006-8 / 13 dílů
- Plastic People – 2007: Techfilm 2008, Praha, Česko – Cena za umělecký přínos; Maremetraggio 2008, Terst, vítěz kategorie CEI